# 釋沙囉巴
釋沙囉巴（1259－1314年），藏譯名慧吉祥（藏語：shes-rab dpal），古河西秦州靜寧人，元朝燕都慶壽寺沙門，是精通顯密三藏的譯經法師。

## 生平
幼年時，隨元朝帝師薩迦派第五代法王八思巴（藏語：Hphags-pa）出家，學習諸部大小灌頂；向著栗赤上師學習大小乘教法與經律論三藏。後來依止剌溫卜，學得閻曼德迦（梵語：Yamāntaka）及所其所學的完整密法，因而精通吐蕃音（藏語），能以藏語說法，做多國語言翻譯。
八思巴將沙囉巴舉薦給元世祖，世祖令他翻譯中國尚未完備的顯密諸經各若干部，因翻譯的經典文辭意旨清晰，易於明辨，世祖特賜予「大辯廣智」的稱號。
元朝雖然大量錄用僧官，但在戒律風紀上產生了弊端，因沙囉巴剛正嚴謹，世祖授予「江浙釋教都總統」，整頓流弊最嚴重的江南、閩粵地區，他大力削減繁雜苛制，安定佛寺僧眾，卓有成效。後因各地佛教徒苦於各地設官過多官事冗繁，他反映民苦，上奏元成宗截徹各地行省都總統，獲朝庭准奏。
元成宗大德三年（1299年）二月，朝廷罷福建行省，五月罷江南諸釋教總统所，沙囉巴因而卸任，於大德五年（1301年）離開杭州回到燕京，後退隱到陝西隴山。他退隱時，翰林學士程鉅夫寫了一首詩相贈，為沙囉巴送行。沙囉巴後於延祐元年十月（1314年），面佛坐化圓寂，世壽五十六歲。

## 翻譯經論
- 《藥師琉璃光王七佛本願功德經念誦儀軌》
- 《藥師琉璃光王七佛本願功德經念誦儀軌供養法》[3]
- 《佛說文殊菩薩最勝真實名義經》
- 《佛頂大白傘蓋陀羅尼經》[4]
- 《佛說壞相金剛陀羅尼經》[5]
- 《五護尊經》
- 《彰所知論》

## 外部連結
1. 佛教在線－沙啰巴新考——李勤璞 （页面存档备份，存于）